# حسين دقماق
حسين علي دقماق (13 ديسمبر 1981 – 13 يونيو 2007) هو لاعب كرة قدم لبناني لعب كمدافع. قُتل في حادثة اغتيال السياسي اللبناني وليد عيدو.

## مسيرته الكروية
انضم دقماق إلى النجمة في 21 مايو 1997، وحقق معهم بطولة الدوري في المواسم 2001–2002 و2003–2004 و2004–2005. ولعب معهم حتى وفاته عام 2007. استدعي أيضًا لتمثيل لبنان على المستوى الدولي في تصفيات كأس آسيا 2004، لكنه لم يظهر.

## الوفاة
في 13 يونيو 2007، تُوفي حسين دقماق وزميله في نادي النجمة حسين نعيم في حادثة اغتيال السياسي وليد عيدو، وذلك أثناء العودة إلى منزليهما بالسيارة بعد اشتراكهما في مباراة ودية.

## الإنجازات
النجمة
- الدوري اللبناني الممتاز: 2001–02، 2003–04، 2004–05